# 63 Pokfulam
22°17′07″N 114°08′17″E / 22.2853430°N 114.1379870°E
63 Pokfulam是由九龍建業發展的中產階層屋苑，屋苑位於香港香港島中西區西營盤薄扶林道63號，鄰近香港大學和聖保羅書院，與聖士提反堂中學直接相對，物業分為兩座，第一座名為「Amber House」，第二座名為「Emerald House」。
有些地產公司會把薄扶林道63號納入西半山地段，以吸引客源。但實際上，薄扶林道63號位於西營盤，物業的售樓書亦表明項目所位於的區域為西營盤。再者，般咸道才是半山的邊皮位置。

## 簡介
屋苑的設計讓其外觀顯得美麗，加上其會所除了內設泳池、健身室及宴會廳外，另有全港首度引入的虛擬體驗單車競賽系統，而且位於富有的地段「薄扶林道」，因而讓人感覺63 Pokfulam為一所高尚住宅，但實際只屬中產階層屋苑，屋苑以一房的細單位為主，造成想像與現實的不一，而位處西營盤的薄扶林道，而非薄扶林。

## 設施
屋苑單位面積由209-1,291平方尺，設開放式至3房，管理由發展商旗下的康居物業管理負責。項目於2樓設有24小時會所「Club Chrysoberyl」，室內外面積約7,468平方呎，除了內設泳池、健身室及宴會廳外，另有全港首度引入的虛擬體驗單車競賽系統，模擬在香港著名景點及高速公路進行踏單車及比賽。 

## 店舖
現時63 Pokfulam地下有2間店舖, 分別為地舖1號補習社 （页面存档备份，存于）Eyelevel及地舖2號花店 （页面存档备份，存于）Faful Florist。

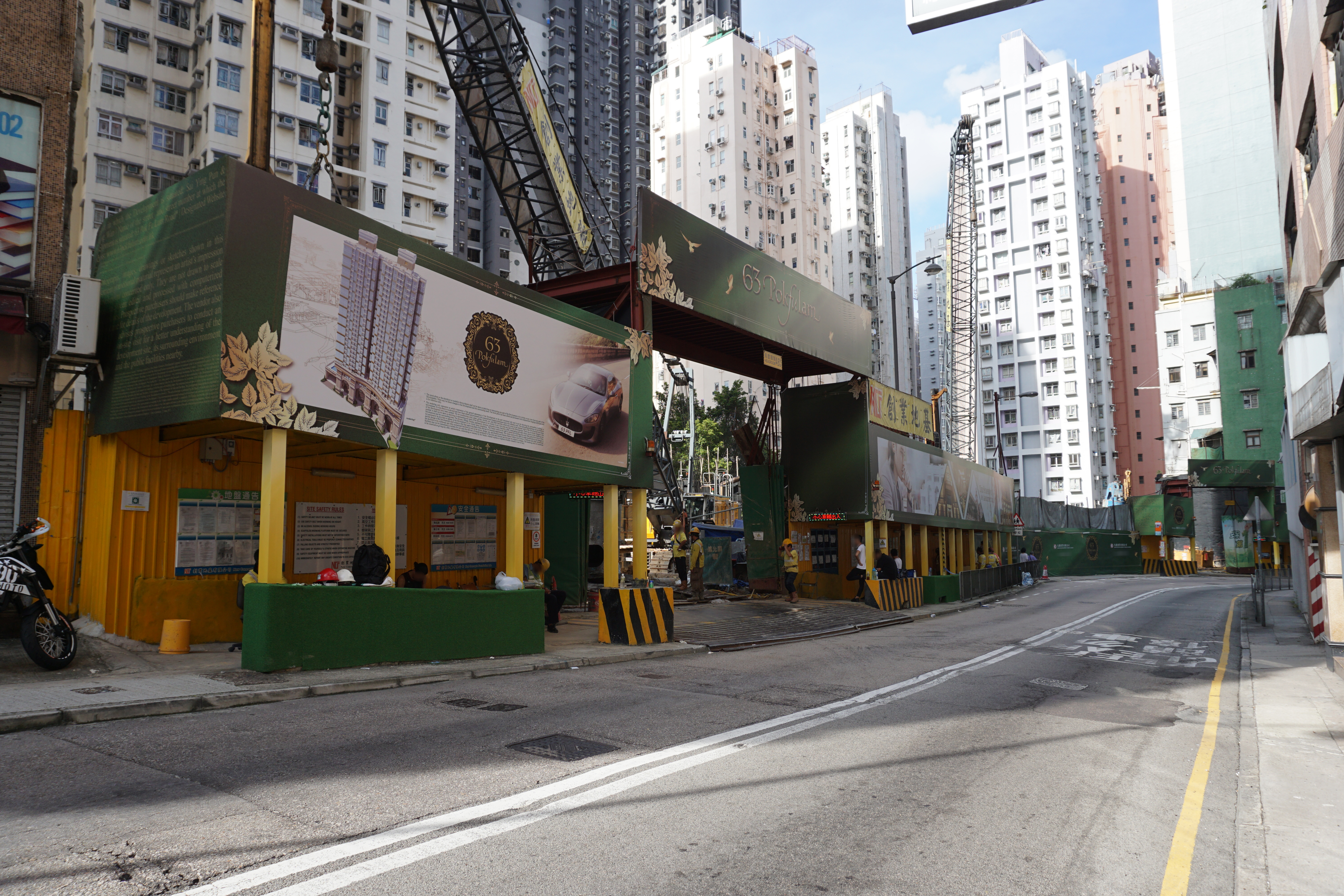
63 Pokfulam地盤

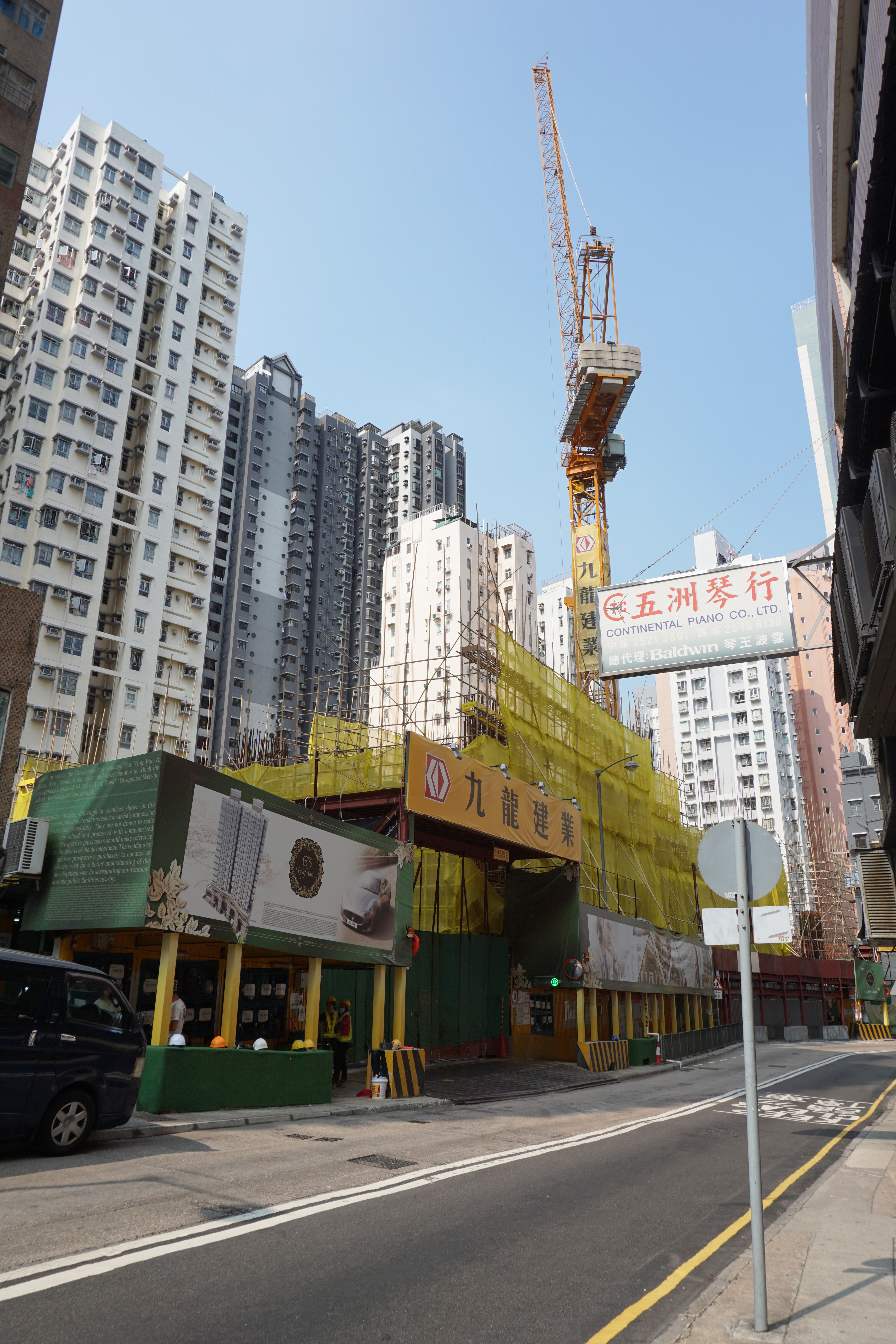
興建中

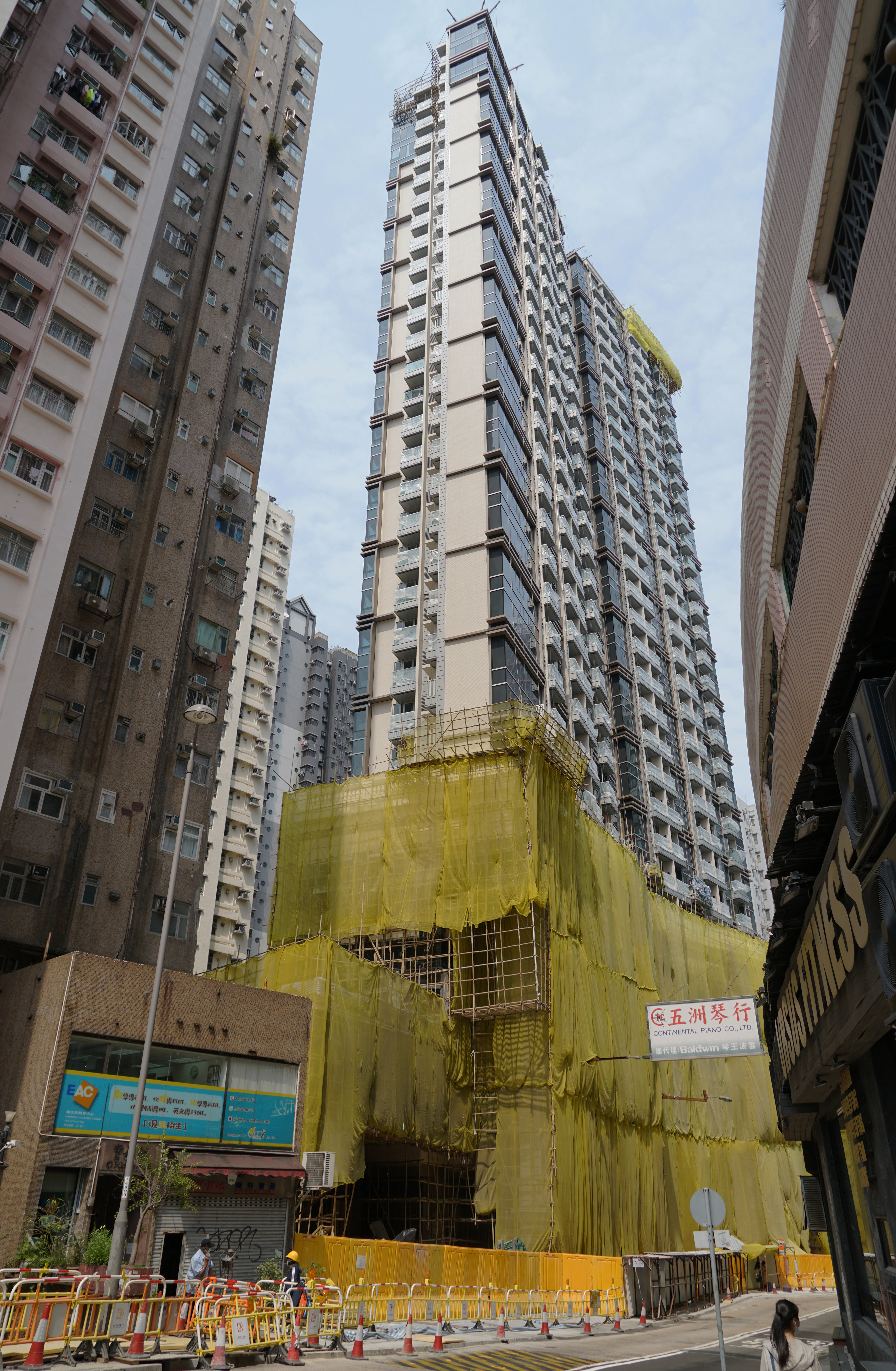
拆架